# Čerëcha
La Čerëcha (in russo  Черёха?) è un fiume della Russia europea nord-occidentale, affluente di destra della Velikaja. Scorre nei rajon Ostrovskij, Porchovskij e Pskovskij dell'oblast' di Pskov. Appartiene al bacino del Mar Baltico.

## Descrizione
Il fiume scorre dal piccolo lago Čerešno, situato a sud-est della città di Ostrov. Dopo la sorgente, scorre serpeggiando  verso nord. La corrente è dapprima veloce, poi si indebolisce, lungo gli argini boschivi si alternano prati paludosi. Raggiunta la ferrovia Bologoe-Pskov, gira a ovest e inizia ad affiancarla lungo la pianura paludosa. A 10 chilometri dalla foce riceve sulla destra il suo maggior affluente, il Keb (lungo 93 km). Sfocia nella Velikaja a 24 km dalla foce, all'interno della città di Pskov. L'altezza della foce è di 30,6 m sul livello del mare. La Čerëcha ha una lunghezza di 145 km; l'area del suo bacino è di 3 230 km². La portata media annua, a 14 km dalla foce è di 16,3 m³/s.